# Le Petit Lieutenant
Le Petit Lieutenant è un film del 2005 diretto da Xavier Beauvois.

## Riconoscimenti
- 2006 - Premio César
  - Migliore attrice (Nathalie Baye)